# Nombre de Wolstenholme
Ne doit pas être confondu avec Nombre premier de Wolstenholme.
En mathématiques, le n-ième nombre de Wolstenholme — nommé d'après Joseph Wolstenholme — est le numérateur du n-ième nombre harmonique généralisé d'ordre 2 :
{\displaystyle H_{n,2}=\sum _{k=1}^{n}{\frac {1}{k^{2}}}}
(plus précisément : le numérateur de la fraction irréductible de ce rationnel).
Cette suite d'entiers commence par 1, 5, 49, 205, 5 269, … (suite A007406 de l'OEIS).

## Propriétés
Pour p premier, le (p – 1)-ième nombre de Wolstenholme est divisible par p (cf. Théorème de Wolstenholme).
Les tout premiers termes de la sous-suite des nombres de Wolstenholme premiers (plus anecdotiques que les nombres premiers de Wolstenholme) sont fournis dans l'OEIS :  A123751 pour les valeurs et  A111354 pour les indices.